# Saison 1997-1998 du Sporting Club de Bastia
Maillots
Chronologie
Saison précédente Saison suivante

## Résumé de saison
Bastia commence sa saison par la coupe Intertoto qu'il remporte contre le modeste club suédois de Halmstads BK lors du match retour (1-1 après prolongations). Les bastiais sont régulièrement dans la première moitié du tableau en championnat mais n'ont pas brillé en coupe (élimination en 1/16e de finale lors des deux coupes). Bastia remporte l'unique titre européen de son histoire cette saison-là vingt ans après la finale perdue lors de la Coupe UEFA 1978.

## Ouvrage
- « Statistiques », Onze Mondial, no Spécial bilan 1997-1998,‎ 28 juin 1998, p. 102-103 (ISSN 0995-6921)